# Biela (månekrater)
Biela er et nedslagskrater på Månen. Det befinder sig i det forrevne sydlige højland på Månens forside og er opkaldt efter den tysk-østrigske officer og astronom Wilhelm von Biela (1782 – 1856).
Navnet blev officielt tildelt af den Internationale Astronomiske Union (IAU) i 1935. 
Observation af krateret rapporteredes første gang i 1834 af Johann Heinrich von Mädler. 

## Omgivelser
Krateret ligger øst for Rosenbergerkrateret og sydøst for Watt-Steinheil dobbeltkrateret.

## Karakteristika
Over Bielas rand ligger et par små, men bemærkelsesværdige kratere: "Biela C" over den nordøstlige og "Biela W"' over den vestlige indre rand. Satellitkrateret "Biela B" er forbundet med den ydre rand mod sydvest, og "udkastninger" fra Biela dækker den nordvestlige del af dettes indre. Trods et vist slid er Bielakraterets rand forblevet ret veldefineret, særlig mod sydøst.
Den indre kraterbund er flad uden særlige småkratere. Der er central formation af tre højderygge, som ligger lige nordøst for kratermidten.

## Satellitkratere
De kratere, som kaldes satellitter, er små kratere beliggende i eller nær hovedkrateret. Deres dannelse er sædvanligvis sket uafhængigt af dette, men de får samme navn som hovedkrateret med tilføjelse af et stort bogstav. På kort over Månen er det en konvention at identificere dem ved at placere dette bogstav på den side af satellitkraterets midte, som ligger nærmest hovedkrateret. Bielakrateret har følgende satellitkratere:
| Biela | Længde  | Bredde  | Diameter |
| ----- | ------- | ------- | -------- |
| A     | 52,9° S | 53,3° Ø | 26 km    |
| B     | 56,5° S | 49,6° Ø | 43 km    |
| C     | 54,3° S | 53,5° Ø | 26 km    |
| D     | 55,8° S | 56,3° Ø | 14 km    |
| E     | 56,4° S | 56,3° Ø | 8 km     |
| F     | 56,3° S | 54,5° Ø | 9 km     |
| G     | 56,2° S | 53,9° Ø | 10 km    |
| H     | 57,9° S | 54,2° Ø | 8 km     |
| J     | 57,0° S | 52,9° Ø | 14 km    |
| T     | 53,8° S | 49,9° Ø | 7 km     |
| U     | 53,4° S | 49,0° Ø | 16 km    |
| V     | 53,6° S | 48,5° Ø | 6 km     |
| W     | 55,1° S | 49,6° Ø | 16 km    |
| Y     | 54,9° S | 58,0° Ø | 15 km    |
| Z     | 53,8° S | 57,0° Ø | 48 km    |

## Måneatlas
- Billeder af Bielakrateret i LPI-måneatlasset